# КМС-191 (зупинний пункт)
КМС-191 (також 53 км) — пасажирська зупинна залізнична платформа Донецької дирекції Донецької залізниці. Розташована поблизу КМС-191 на західній околиці м. Іловайськ, Харцизька міська рада та с-ща Придорожнє, Амвросіївський район, Донецької області на лінії Ларине — Іловайськ між станціями Моспине (11 км) та Іловайськ (2 км).
Через військову агресію Росії на сході України транспортне сполучення припинене, водночас Яндекс.Розклади вказує на наявність пасажирських перевезень.